# Nicole Bass
Nicole Bass-Fuchs, meglio conosciuta semplicemente come Nicole Bass (New York, 10 agosto 1964 – New York, 17 febbraio 2017), è stata una culturista, attrice, wrestler e valletta statunitense che ha combattuto nella Extreme Championship Wrestling, World Wrestling Federation, Xtreme Pro Wrestling e per la National Wrestling Alliance.

## Biografia
Nicole Bass ha avuto una carriera da culturista tra la fine degli anni ottanta e inizio anni novanta. Nel 1997 la Bass vinse il National Bodybuilding Championship.

### Carriera da wrestler
Nicole Bass debutta nella Extreme Championship Wrestling nella prima parte del 1998. Si allea con Justin Credible, Chastity e Jason Knight. Partecipa al feud con Tommy Dreamer, Beulah McGillicutty e Mikey Whipwreck. Considerate le sue dimensioni mastodontiche, quasi due metri per più di 140 kg di muscoli ( 44 di scarpe, taglia XXXL ) ha sconfitto facilmente tutte le concorrenti femminili e anche lottatori di sesso maschile. Durante alcuni incontri ha tentato di strangolare alcune concorrenti sollevandole da terra utilizzando una sola mossa.

### Morte
Il pomeriggio del 17 febbraio 2017 muore all'età di 52 anni, probabilmente a causa di un improvviso attacco di cuore. A dare per prima la notizia è stata la fidanzata e socia Christine Marrone, che però non ha voluto rivelare quali siano stati i motivi del decesso. La donna ha semplicemente affermato che la Bass era malata da tempo e che era stata in ospedale, dove i medici avevano fatto il possibile per aiutarla. Decede nello stato di New York.